# Acreichthys tomentosus
Acreichthys tomentosus és una espècie de peix de la família dels monacàntids i de l'ordre dels tetraodontiformes.

## Morfologia
- Els mascles poden assolir 12 cm de longitud total.[3][4]

## Reproducció
És ovípar.

## Alimentació
Menja amfípodes, poliquets i mol·luscs.

## Hàbitat
És un peix marí, de clima tropical i associat als esculls de corall que viu entre 2-15 m de fondària.

## Distribució geogràfica
Es troba des de l'Àfrica oriental fins a Fiji, les Illes Ryukyu, Nova Gal·les del Sud (Austràlia) i Tonga.

## Observacions
És inofensiu per als humans.